# Nor Hachn
Nor Hachn (in armeno Նոր Հաճըն?) è un comune dell'Armenia di 10 252 abitanti (2009) della provincia di Kotayk'.